# Діонісіо Огастін
Діонісіо Огастін (16 червня 1992) — мікронезійський плавець.
Учасник Олімпійських Ігор 2016 року.